# Karl Güterbock

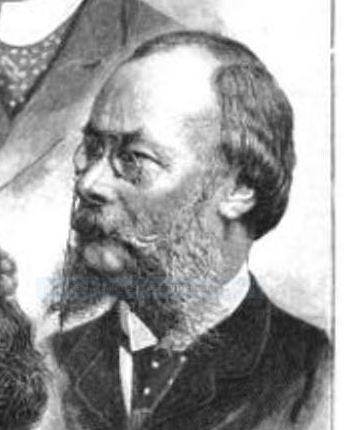
Karl Güterbock, Ausschnitt aus einem Gruppenbild

Karl (Carl) Eduard Güterbock (* 18. April 1830 in Königsberg; † 9. Juli 1914 ebenda) war ein deutscher Rechtswissenschaftler und Rechtshistoriker. Er war Professor für Straf- und Prozeßrecht und Prorektor an der Albertus-Universität Königsberg sowie Mitglied des Preußischen Herrenhauses. Bekannt ist sein 1876 fertiggestelltes Werk zur Entstehungsgeschichte der mittelalterlichen Strafgerichtsordnung Carolina. 

## Leben
Güterbock wurde 1830 in Königsberg als Sohn des Posthalters Eduard Güterbock und dessen Frau Johanna geb. Hirsch in eine jüdische Familie geboren. 
Er war Schüler auf dem Collegium Fridericianum. Im Herbst 1847 begann er ein Studium der Geschichte und der Rechtswissenschaften an der Albertus-Universität Königsberg und wurde im folgenden Jahr Mitglied der Burschenschaft Germania Königsberg. Seine Studienzeit verbrachte er auch einige Semester an den Universitäten von Berlin, Bonn und München. 1851 konvertierte er vom jüdischen zum evangelischen Glauben. 
Nach dem Studium wurde Güterbock 1856 zunächst Assessor. Am 26. Juni 1856 heiratete er Antonie Alexandrine Henriette, geborene Reinicke. Aus der Ehe gingen zwei Söhne und eine Tochter hervor. 1858 wurde Güterbock zum Stadtrichter von Königsberg ernannt.
1860 folgte seine Promotion und 1861 seine Habilitation an der juristischen Fakultät der Albertus-Universität. 1863 wurde Güterbock außerordentlicher Professor und Königsberger Stadtgerichtsrat. Er erhielt den Charakter Geheimer Gerichtsrat. 1865 wurde er ordentlicher Professor für Straf- und Prozessrecht an der Albertus-Universität und gab drei Jahre später seine Tätigkeit als Richter auf. 1873/74 war er Prorektor der Albertina. Am 12. März 1893 wurde er als Universitätsvertreter für die Albertina in das Preußische Herrenhaus introduziert. 1905 ließ er sich im Alter von 75 Jahren von seiner Lehrtätigkeit entbinden.

## Werke
- Henricus de Bracton, quo tempore et qua ratione librum de jure anglicano composuerit, 1860, Inauguraldissertation
- Henricus de Bracton und sein Verhältnis zum römischen Recht, 1862
- De jure maritimo quod in Prussia saeculo XVI et ortum est et in usu fuit, 1866
- Die Entstehungsgeschichte der Carolina, 1876
- Römisch-Armenien und die Römischen Satrapieen im vierten bis sechsten Jahrhundert, 1900
- Byzanz und Persien in ihren diplomatisch-völkerrechtlichen Beziehungen im Zeitalter Justinians, 1906
- Zur Redaktion der Bambergensis, 1910
- Der Islam im Lichte der byzantinischen Polemik, 1912
- Studien und Skizzen zum englischen Strafprozeß im 13. Jahrhundert, 1914